# Hemicythere emarginata
Hemicythere emarginata är en kräftdjursart som först beskrevs av Georg Ossian Sars 1866.  Hemicythere emarginata ingår i släktet Hemicythere och familjen Hemicytheridae. Arten är reproducerande i Sverige. Inga underarter finns listade i Catalogue of Life.